# Alchemilla erectilis
Alchemilla erectilis är en rosväxtart som beskrevs av Sergei Vasilievich Juzepczuk. Alchemilla erectilis ingår i släktet daggkåpor, och familjen rosväxter. Inga underarter finns listade i Catalogue of Life.